# Conopyga metallescens
Conopyga metallescens is een vlinder uit de familie wespvlinders (Sesiidae), onderfamilie Sesiinae.
Conopyga metallescens is voor het eerst wetenschappelijk beschreven door Felder in 1861. De soort komt voor in het Oriëntaals gebied.